# Zanthoxylum monophyllum
Zanthoxylum monophyllum es una especie de árbol perteneciente a la familia de las rutáceas.

## Descripción
Es un arbusto o pequeño árbol que alcanza un tamaño de  3–8 m de alto, los troncos y ramas armados con acúleos. Las hojas alternas están presentes agrupadas en los ápices de las ramitas, unifolioladas de apariencia simple, el folíolo irregularmente elíptico (raramente obovado), de 6-12.5 cm de largo y 3-6 cm de ancho, ápice redondeado a agudo, raquis terete.

## Distribución
Es una especie poco frecuente, se encuentra en los bosques secos, en la zona pacífica; a una altitud de 100–1000 metros desde Nicaragua a Venezuela y Perú y Trinidad en las Antillas. 

## Taxonomía
Zanthoxylum monophyllum fue descrita por (Lam.) P.Wilson y publicado en Bulletin of the Torrey Botanical Club 37(2): 86., en el año 1910.
Sinonimia
- Fagara furfuracea (Tul.) Engl.
- Fagara monophylla Lam. basónimo
- Zanthoxylum furfuraceum Tul.[2]